# Cantone di Val-de-Reuil
Il Cantone di Val-de-Reuil è una divisione amministrativa dell'arrondissement di Les Andelys.
A seguito della riforma approvata con decreto del 25 febbraio 2014, che ha avuto attuazione dopo le elezioni dipartimentali del 2015, è passato da 8 a 9 comuni.

## Composizione
Gli 8 comuni facenti parte prima della riforma del 2014 erano:
- Connelles
- Herqueville
- Léry
- Porte-Joie
- Poses
- Tournedos-sur-Seine
- Val-de-Reuil
- Le Vaudreuil

Dal 2015 i comuni appartenenti al cantone sono i seguenti 9:
- Amfreville-sous-les-Monts
- Connelles
- Herqueville
- Léry
- Porte-Joie
- Poses
- Tournedos-sur-Seine
- Val-de-Reuil
- Le Vaudreuil